# قائمة أساقفة القدس الأنجليكان
هذه قائمة بأسماء الأساقفة الأنجليكان في القدس، منذ تأسيس مطرانية القدس الأسقفية وحتى اليوم، وتضم أسقفية القدس الأنجليكانية كل من دول فلسطين وإسرائيل والأردن وسوريا ولبنان وسائر المنطقة.
| ترتيب الأساقفة    | اسم الأسقف                                | المواطنة                                  | بداية الفترة | نهاية الفترة | صورة | ملاحظات                                                             |
| ----------------- | ----------------------------------------- | ----------------------------------------- | ------------ | ------------ | ---- | ------------------------------------------------------------------- |
| الأسقف الأول      | المطران مايكل الكسندر                     | المملكة المتحدة                           | 1841         | 1846         |      |                                                                     |
| الأسقف الثاني     | المطران صموئيل غوبات                      | سويسرا                                    | 1846         | 1879         |      |                                                                     |
| الأسقف الثالث     | المطران جوزيف باركلي [الإنجليزية]         | المملكة المتحدة لبريطانيا العظمى وأيرلندا | 1879         | 1881         |      |                                                                     |
| شاغر              | -                                         | -                                         | 1881         | 1887         |      |                                                                     |
| الأسقف الرابع     | المطران جورج بليث [الإنجليزية]            | المملكة المتحدة                           | 1887         | 1914         |      |                                                                     |
| الأسقف الخامس     | المطران ريني ماكينيس [الإنجليزية]         | المملكة المتحدة                           | 1914         | 1932         |      |                                                                     |
| الأسقف السادس     | المطران فرانسيس غراهام براون [الإنجليزية] | المملكة المتحدة                           | 1932         | 1943         |      |                                                                     |
| الأسقف السابع     | المطران ويستون ستيوارت [الإنجليزية]       | المملكة المتحدة                           | 1943         | 1957         |      |                                                                     |
| الأسقف الثامن     | المطران كامبل ماكينيس [الإنجليزية]        | المملكة المتحدة                           | 1957         | 1969         |      |                                                                     |
| الأسقف التاسع     | المطران جورج أبليتون [الإنجليزية]         | المملكة المتحدة                           | 1969         | 1974         |      |                                                                     |
| الأسقف العاشر     | المطران روبرت ستوبفورد                    | المملكة المتحدة                           | 1974         | 1976         |      |                                                                     |
| الأسقف الحادي عشر | المطران فائق حداد                         | فلسطين                                    | 1976         | 1984         |      | يعد أول أسقف عربي للمطرانية في التاريخ، وقد عمل على تعريب الأسقفية. |
| الأسقف الثاني عشر | المطران سمير قفعيتي                       | فلسطين                                    | 1984         | 1997         |      | يعد ثاني أسقف عربي.                                                 |
| الأسقف الثالث عشر | المطران رياح أبو العسل                    | فلسطين                                    | 1997         | 2007         |      | يعد ثالث أسقف عربي.                                                 |
| الأسقف الرابع عشر | المطران سهيل دواني                        | فلسطين                                    | 2007         | 2021         |      | يعد رابع أسقف عربي.                                                 |
| الأسقف الخامس عشر | المطران حسام إلياس نعوم                   | فلسطين                                    | 2021         | حتى الآن     |      | يعد خامس أسقف عربي.                                                 |

## وصلات خارجية
- الموقع الرسمي لمطرانية القدس الأسقفية الأنجليكانية